# Jordan Levasseur
Jordan Levasseur (Saint-Saire, Sena Marítim, 29 de maig de 1995) és un ciclista francès, professional des del 2015. Actualment corre a l'equip Natura4Ever-Roubaix Lille Métropole. Combina la carretera amb el ciclisme en pista.

## Palmarès en pista
- 2013
  -  Campió d'Europa júnior en Madison (amb Corentin Ermenault)
- 2016
  -  Campió de França en Madison (amb Benjamin Thomas)

## Palmarès en ruta
- 2015
  - 1r al Trofeu de l'Essor
- 2017
  - 1r al París-Arràs Tour i vencedor d'una etapa
  - 1r al Gran Premi de la vila de Nogent-sur-Oise
  - Vencedor d'una etapa a la Ronda de l'Oise
- 2019
  - 1r a La Gislard
  - 1r als Boucles dingéennes
  - 1r al Trio normand (amb Enzo Anti i Dylan Kowalski)
  - Vencedor d'una etapa al Tour de la Manche
  - Vencedor d'una etapa als Boucle de l'Artois
  - Vencedor d'una etapa a la Ronda de l'Oise
- 2020
  - 1r a la Tropicale Amissa Bongo